# Marcos Calveiro
Marcos Sánchez Calveiro, conocido literariamente como Marcos S. Calveiro (Villagarcía de Arosa, 13 de octubre de 1968), es un escritor, abogado y hostelero español.

## Biografía
Marcos Sánchez Calveiro, conocido literariamente como Marcos S. Calveiro, nació el 13 de octubre de 1968 en Villagarcía de Arosa, Galicia, España. Nieto de feriantes y taberneros, creció en un entorno próximo a la cultura popular gallega y al trabajo de pequeños negocios familiares. Actualmente reside en Vigo, donde vive con su pareja e hijos y ejerce la abogacía. Calveiro es también propietario del bar Badía, ubicado en el barrio de Teis, Vigo.
Comenzó su carrera literaria de manera tardía, publicando su primera obra a los 35 años. Desde entonces, ha destacado especialmente en el ámbito de la literatura infantil y juvenil, aunque también ha incursionado en la narrativa para adultos, la poesía y el ensayo. Su primera novela para un público adulto, Festina lente, se publicó en 2008, y ha sido reconocida con premios como el Premio de la Crítica de narrativa gallega. En 2009, ganó el Premio Lazarillo con la novela juvenil O pintor do sombreiro de malvas. En 2015, obtuvo el IX Premio Narrativa Breve Repsol con Fontán, y en 2017, recibió el Premio García Barros por O xardineiro dos ingleses. 
Desde 2022, Calveiro se desempeña como director de Ediciones en Editorial Galaxia, una de las editoriales más influyentes de Galicia. En esta nueva etapa, ha continuado su labor creativa mientras desarrolla una serie literaria protagonizada por los personajes Curros y Holmes, que comenzó en 2022 con Curros & Holmes no misterio d'O Kapital.
La obra de Calveiro, tanto en gallego como en castellano, abarca temas históricos y sociales, y siempre destaca la cultura gallega y el valor de la memoria colectiva. Su estilo ha sido elogiado por su sensibilidad y su enfoque humanista, en especial dentro de la literatura juvenil y de temática gallega.

## Obra en gallego

### Narrativa
- Festina lente (2008). Xerais, 288 págs. ISBN 978-84-9782-786-7. ePub: ISBN 978-84-9914-606-5. Obra galardonada con el Premio de la Crítica de narrativa gallega y traducida al castellano.[4]
- Settecento (2010). Xerais, 192 págs. ISBN 978-84-9914-084-1. Ambientada en el siglo XVIII, es una novela de corte histórico que explora temas como la identidad y el exilio, con un estilo reflexivo y envolvente.
- Fontán (2015). Galaxia, 248 págs. ISBN 978-84-9865-646-6. Ganadora del IX Premio Narrativa Breve Repsol, esta obra es un homenaje al cartógrafo Domingo Fontán, precursor de la cartografía moderna en Galicia y figura clave en la representación geográfica del territorio gallego.
- O xardineiro dos ingleses (2017). Galaxia, 444 págs. ISBN 978-84-9151-085-7. Ganadora del Premio García Barros, la novela sigue la vida de un jardinero gallego durante la influencia británica en el norte de Galicia, explorando temas de pertenencia, memoria histórica y el impacto cultural extranjero.[5]
- Curros & Holmes no misterio d'O Kapital (2022). Galaxia. Primera entrega de una serie que combina personajes históricos y ficticios en una investigación de tinte detectivesco, que incorpora al poeta gallego Manuel Curros Enríquez y al personaje de Sherlock Holmes en una historia de misterio ambientada en Galicia.[3]

### Literatura infantil y juvenil
- Sari, soñador de mares (2006). Tambre. Traducida al catalán y castellano.[6]
- Rinocerontes e quimeras (2006). Tambre. Traducida al castellano.[7]
- O carteiro de Bagdad (2007). Tambre. Ganadora del XVIII Premio Ala Delta de Literatura Infantil. Traducida al castellano y publicada por Edelvives.[8]
- O conto dos peixes (2008). Ediciones S. M. Premio El Barco de Vapor 2008, reconocido por su contribución a la literatura infantil en gallego.
- O pintor do sombreiro de malvas (2010). Xerais, colección "Fóra de Xogo". ISBN 978-84-9914-216-6. Con ilustraciones de Ramón Trigo, la obra ganó el Premio Lazarillo 2009 y el Premio de Literatura Infantil y Juvenil 2011 de la AELG. Traducida al castellano, euskera e inglés.[9]
- Centauros do Norte (2011). Rodeira-Edebé. Ganadora del Premio Reina Lupa, traducida al castellano.[10]
- Palabras de auga (2012). Xerais, colección Merlín. 160 págs. ISBN 978-84-9914-441-2.
- Raro (2013). Tambre. Una historia sobre la diferencia y la aceptación en el ámbito juvenil.
- Todos somos (2013). Xerais, colección "A excepción de Xogo". 160 págs. ISBN 978-84-9914-536-5. ePub: ISBN 978-84-9914-543-3.
- Unha casiña branca (2015). Xerais, colección Sopa de Libros. Ilustrado por Marcos Viso. ISBN 978-84-9914-915-8.
- Las palabras pueden matar (2015). Xerais, colección "Fóra de Xogo". 136 págs. ISBN 978-84-9914-811-3. ePub: ISBN 978-84-9914-827-4.[11]
- Días azuis, sol de la infancia (2017). Tambre. Traducida al castellano, la obra trata sobre la amistad y los recuerdos de la infancia.[12]
- Pablo e as pombas (2018). Ed. Edelvives. Un relato que aborda la empatía y la paz.
- Todos fomos (2021). Xerais, colección "A excepción de Xogo". 144 págs. ISBN 978-84-9121-984-2. ePub: ISBN 978-84-1110-000-7.

### Poesía
- Cartas do terceiro día (2006). Espiral Maior. Obra galardonada con el Premio de Poesía del Concello de Carral, destaca por su exploración de temas como la memoria, la identidad y la relación entre el individuo y su entorno.[13] Esta obra poética representa una faceta menos conocida de Marcos Calveiro, quien se adentra en un estilo lírico que contrasta con su trabajo en la narrativa y literatura infantil, explorando aspectos existenciales y personales desde una perspectiva gallega.

### Ensayo
- Lois Pereiro. Náufrago do paraíso (2011). Xerais, colección "Fóra de Xogo". Este ensayo biográfico y antología explora la vida y obra del poeta Lois Pereiro, figura central de la literatura gallega contemporánea. La obra de Calveiro destaca por ofrecer una visión íntima y profunda de Pereiro, abordando tanto su producción poética como su contexto personal y literario.[14] Fue publicada en el marco del homenaje al poeta en el Día das Letras Galegas de 2011, año en el que Pereiro fue homenajeado por su contribución a la poesía gallega.

### Obras colectivas
- Tres blues e un rap (2008). Publicado por Galix en colaboración con la Junta de Galicia. Este libro reúne cuentos de varios autores gallegos contemporáneos, explorando temas sociales y culturales a través de una mezcla de géneros y estilos. La obra es una muestra de la diversidad de la literatura gallega actual y está dirigida principalmente al público juvenil. Incluye un relato de Marcos Calveiro, en el que aborda temas relacionados con la identidad y la adolescencia, utilizando elementos de la cultura musical urbana para conectar con el público joven.[15]

## Obra en castellano
- El samurái del rey. 1. El camino de Levante (2010). Edelvives. Esta novela histórica de aventuras inicia la serie El samurái del rey, que narra las vivencias de un samurái japonés al servicio de la corte española durante el Siglo de Oro, explorando temas como la lealtad, el honor y el choque cultural entre Oriente y Occidente.
- El samurái del rey. 2. La calavera del indio (2010). Edelvives. En esta continuación, el protagonista se enfrenta a nuevas aventuras en América, abordando las complejidades de la conquista y el contacto entre culturas indígenas y europeas en el Nuevo Mundo.

Esta serie de Calveiro ha sido reconocida por su originalidad en mezclar la historia española y la cultura samurái, lo que la convierte en una propuesta singular dentro de la literatura juvenil en español.

## Premios
- Premio de Poesía Concello de Carral (2006): Por su obra Cartas do terceiro día.
- XVIII Premio Ala Delta de Literatura Infantil (2007): Por O carteiro de Bagdad.[17]
- Premio White Ravens (2008): Otorgado por la Internationale Jugendbibliothek de Múnich a O carteiro de Bagdad.
- Premio O Barco de Vapor (2008): Por O canto dos peixes.[18]
- Premio de la Crítica de Narrativa Gallega (2008): Por su novela Festina lente.
- Premio Lazarillo de Literatura Juvenil (2009): Por O pintor do sombreiro de malvas.
- Premio Fervenzas Literarias al Mejor Libro Juvenil (2010): Por O pintor do sombreiro de malvas.
- Premio Raíña Lupa de Literatura Infantil y Juvenil (2010): Por Centauros do Norte.
- Premio de Literatura Infantil y Juvenil de la Asociación de Escritores en Lengua Gallega (2011): Por O pintor do sombreiro de malvas.
- Premio Merlín de Literatura Infantil (2012): Por Palabras de auga.
- IX Premio Narrativa Breve Repsol (2015): Por su novela Fontán.
- XXIX Premio Manuel García Barros (2017): Por O xardineiro dos ingleses.[19]
- Premio Arcebispo Xoán de San Clemente (2018): Por O xardineiro dos ingleses.[20]